# Coccinella prolongata
Coccinella prolongata är en skalbaggsart som beskrevs av George Robert Crotch 1873. Coccinella prolongata ingår i släktet Coccinella och familjen nyckelpigor.

## Underarter
Arten delas in i följande underarter:
- C. p. prolongata
- C. p. sequoiae
- C. p. bridwelli